# My Boy (singolo Richard Harris)
My Boy è un brano musicale composto da Jean-Pierre Bourtayre e Claude François, e il testo fu tradotto in inglese dall'originale Parce que je t'aime, mon enfant da Phil Coulter e Bill Martin.

## Il brano
La canzone viene cantata dal punto di vista di un padre al proprio figlioletto, mentre questi sta dormendo e quindi non può sentire cosa gli sta dicendo il genitore. Il padre confida al figlio la verità circa la difficile relazione venutasi a creare tra lui e la moglie, ma piuttosto che rischiare di perdere il figlio divorziando, decide di restare intrappolato in un matrimonio ormai senza amore per il bene del figlio.

## Versione di Richard Harris
L'attore Richard Harris eseguì la canzone My Boy durante una gara canora sponsorizzata da Radio Luxembourg nel 1971. Anche se non vinse la competizione, Harris incise il brano e lo pubblicò su singolo nello stesso anno. Inclusa nell'omonimo album di Harris, la canzone raggiunse la posizione numero 41 della classifica statunitense Billboard Hot 100.

## Versione di Elvis Presley
Elvis Presley incise una reinterpretazione di My Boy alla fine del 1973 e questa fu inclusa nell'album del 1974 Good Times. La versione di Presley, pubblicata si singolo, raggiunse la 20ª posizione nella Billboard Pop Chart, e trascorse una settimana in vetta alla Billboard Adult Contemporary Chart nell'aprile 1975. Inoltre My Boy si posizionò anche al quattordicesimo posto nella classifica Billboard Hot Country Songs.